# آتش‌سوزی ۱۴۰۴ کرج
در شامگاه ۱۳ اردیبهشت ۱۴۰۴ آتش‌سوزی در شهرستان کرج رخ داد. به گفته برخی آتش‌سوزی در نیروگاه شهید منتظرقائم بوده ولی رسانه‌های حاکمیتی مدعی آتش‌سوزی در یک واحد ضایعاتی حوالی نیروگاه رخ داده و خود نیروگاه آسیب خاصی ندیده است. این آتش‌سوزی تقریباً با زمین لرزه ۱۴۰۴ کرج و ماهدشت همزمان بود. برخی اخبار حاکی از فعالیت پدافند هوایی سپاه پاسداران و نزدیکی محل آتش‌سوزی به یک پایگاه نظامی بودند.